# Elymo-Ammophiletum arenariae
Zespół wydmuchrzycy i piaskownicy zwyczajnej, Elymo-Ammophiletum arenariae – jedyny zespół roślinności związku Ammophilion borealis. Zbiorowisko typowe dla nadmorskich wydm białych.

## Charakterystyka
Zbiorowiska wydmuchrzycy piaskowej Elymus arenarius i piaskownicy zwyczajnej Ammophila arenaria występują w Polsce w wąskim pasie wybrzeża Bałtyku Zasiedlają luźne piaszczyste podłoże, o zasoleniu malejącym wraz ze wzrostem wydmy na wysokość i wymywaniem soli przez wody opadowe.
Zespół tworzą luźne płaty okazałych traw. Rośliną pionierską zbiorowiska jest wydmuchrzyca piaskowa Elymus arenarius ze względu na większą od piaskownicy tolerancję zasolenia. Oprócz wyżej wymienionych gatunków traw pojawiają się także nieliczne rośliny roczne.
Charakterystyczna kombinacja gatunków
ChAss., ChAll. : piaskownica zwyczajna Ammophila arenaria, trzcinnikownica nadbrzeżna Calammophila baltica, mikołajek nadmorski Eryngium maritimum, groszek nadmorski Lathyrus japonicus ssp. maritimus, lnica wonna Linaria odora.
ChCl., ChO. : wydmuchrzyca piaskowa Elymus arenarius, mlecz polny Sonchus arvensis.
OchronaZespół jest charakterystyczny dla siedliska przyrodniczego podlegającego ochronie w Unii Europejskiej w obszarach Natura 2000. Mimo ochrony zagrożony jest przez abrazję, penetrację turystyczną, zakrzaczanie i zalesianie w związku z umacnianiem wybrzeża.